# Bosphore
Pour les articles homonymes, voir Bosphore (homonymie).
Le Bosphore (en turc : İstanbul Boğazı ou simplement Boğaziçi, soit en français « le détroit d'Istanbul » ou encore « le détroit »), est un passage maritime de la mer de Marmara qui relie cette dernière à  la mer Noire et marque, avec les Dardanelles, selon certaines conventions, la limite méridionale entre les continents asiatique et européen. Long de 32 kilomètres pour une largeur allant de 698 à 3 000 mètres, il sépare les deux parties anatolienne (Asie) et rouméliote (Europe) de la province d'Istanbul.

## Étymologie
Selon une étymologie populaire et ancienne (déjà cité par Appien dans son texte écrit au IIe siècle sur les guerres de Mithridate), son nom signifierait « passage de la vache » (de Βοῦς [bous], « la vache », et φερω, [pherô], « emmener ») et ferait allusion, selon Pierre Chantraine, à l'histoire d'Io, jeune fille aimée de Zeus, changée par lui en vache, et poursuivie par un taon envoyé par Héra jalouse. Mais en réalité, le premier terme (bous) serait plutôt à rapprocher des verbes buō et buzō (ce dernier mot étant lui-même probablement à l'origine du toponyme Buzantion, l'antique Byzance, actuelle Istanbul) et signifiant « resserrer », et le second terme serait une déformation de poros signifiant « passage ». Ainsi, le Bosphore serait en grec ancien un « passage resserré ».

## Histoire

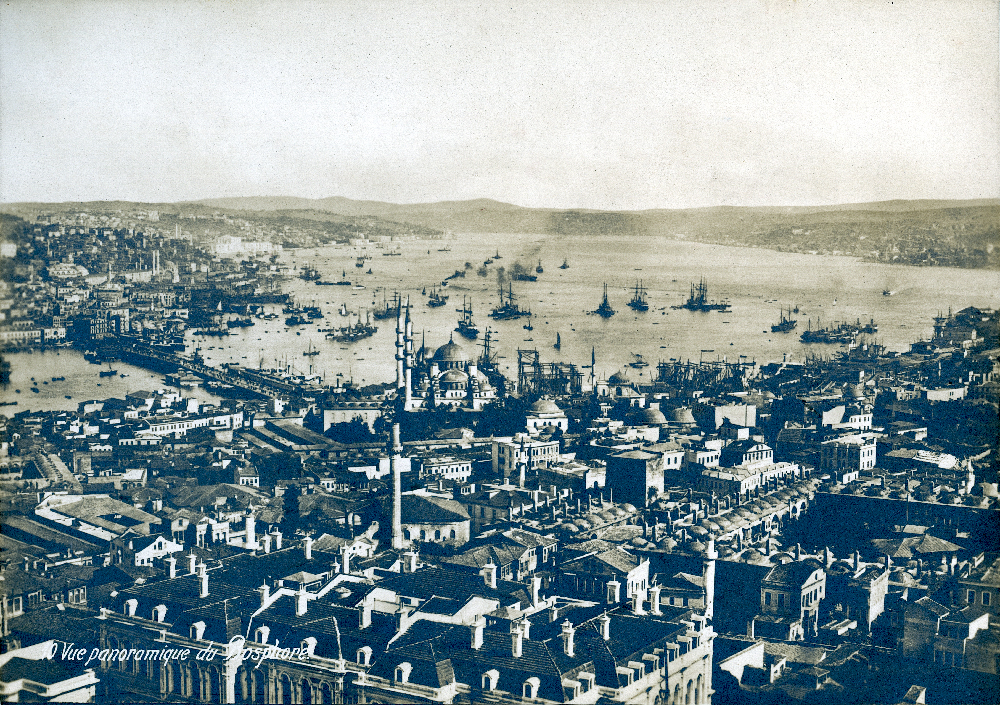
Vue panoramique sur le Bosphore en 1870 - Sebah&Joaillier.

### Antiquité
En 668 av. J.-C., des colons de Mégare fondent la cité de Byzance sur le détroit.
Le roi perse Darius voulut faire passer son armée de l'Asie vers l'Europe lors de son expédition contre les Scythes en 513 av. J.-C. Il fit construire un pont de bateaux sur le Bosphore pour relier les deux rives :

« Darius fit de grands préparatifs contre les Scythes ; il dépêcha de toutes parts des courriers, pour ordonner aux uns de lever une armée de terre, aux autres d'équiper une flotte, à d'autres enfin de construire un pont de bateaux sur le Bosphore de Thrace. »

— (Hérodote, IV, 83)

« L'embouchure de [la Mer Noire, appelée le Pont-Euxin] a quatre stades de large sur environ six vingts stades de long. Ce col, ou détroit, s'appelle Bosphore. C'était là où l'on avait jeté le pont. Le Bosphore s'étend jusqu'à la Propontide [la mer de Marmara]. »

— (ibid, IV, 85)

« Lorsque Darius eut considéré le Pont-Euxin, il revint par mer au pont de bateaux, dont Mandroclès de Samos était l'entrepreneur. Il examina aussi le Bosphore ; et, sur le bord de ce détroit, on érigea, par son ordre, deux colonnes de pierre blanche. Il fit graver sur l'une, en caractères assyriens, et sur l'autre, en lettres grecques, les noms de toutes les nations qu'il avait à sa suite. »

— (ibid, IV, 87)

### 1453-1774: principe de la clôture totale

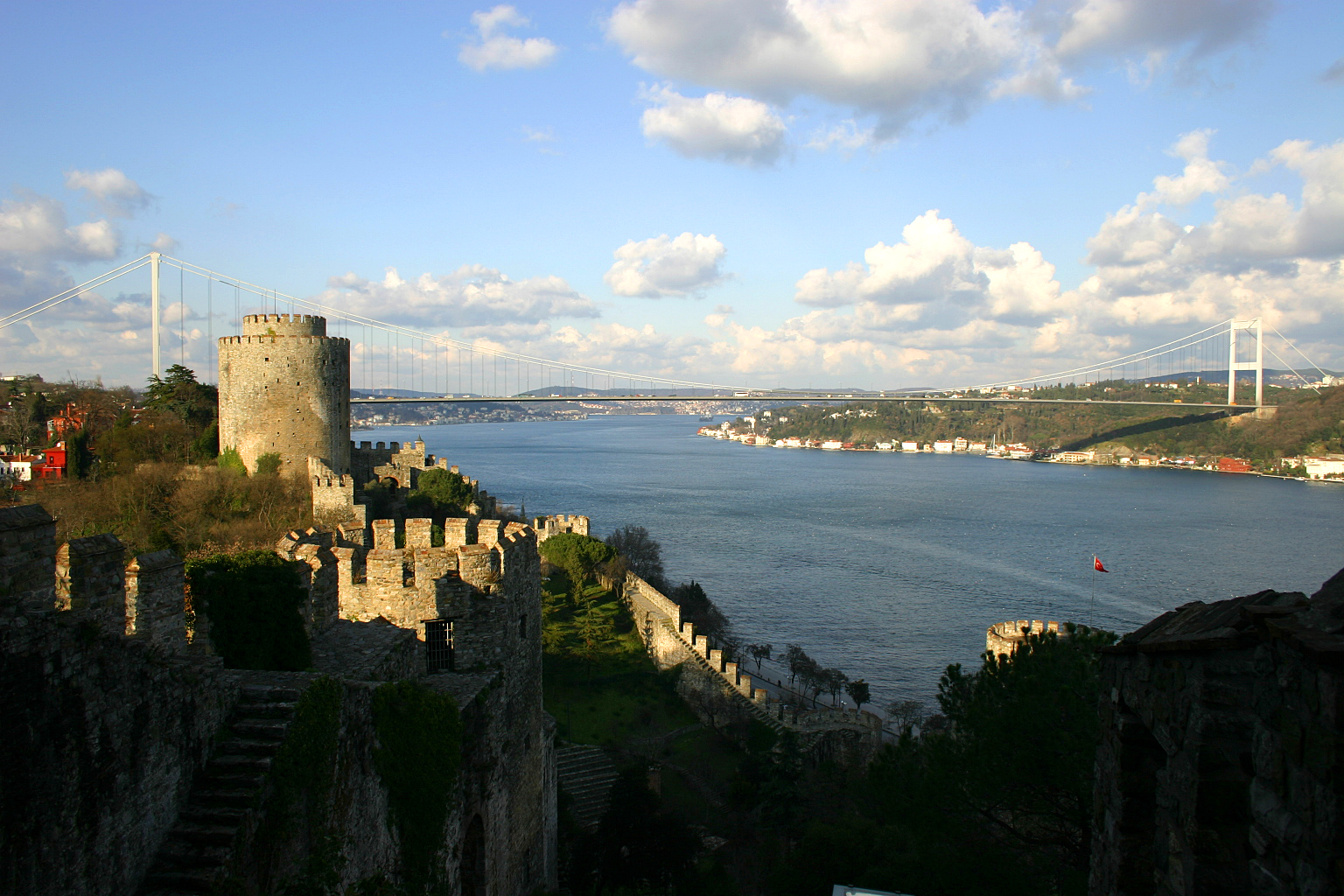
Pont Fatih Sultan Mehmet (1988) et la forteresse de Rumelihisarı (1452).

Après la chute de Constantinople, les détroits du Bosphore et des Dardanelles passèrent sous domination de l’Empire ottoman. Dès lors, fut appliquée une règle fondamentale du droit public ottoman, à savoir la fermeture à la navigation étrangère de la mer Noire, considérée comme une mer intérieure par le pouvoir ottoman. De ce fait, il fallait obtenir la permission du Sultan pour pouvoir y entrer ou en sortir. Les Vénitiens furent autorisés à y circuler pour commercer (en 1479, 1482, 1513 et 1521) l'autorisation étant révoquée en 1540.
La décision de fermeture de la mer Noire commença à être compromise à partir du début du XVIIIe siècle à la suite de l'expansion de la Russie vers la mer Noire. Avec le traité de Karlowitz du 26 janvier 1699, la Sublime Porte accepta de céder à la Russie le littoral de la mer d'Azov.
Le traité de Küçük Kaynarca (1774) installe définitivement la Russie dans la partie septentrionale de la mer Noire et consacre la liberté de passage et de navigation pour ses navires marchands dans la mer Noire, donc dans les détroits ; la permission demandée nécessairement au Sultan se transforme alors en droit.

### 1774-1841: les détroits au cœur des relations diplomatiques

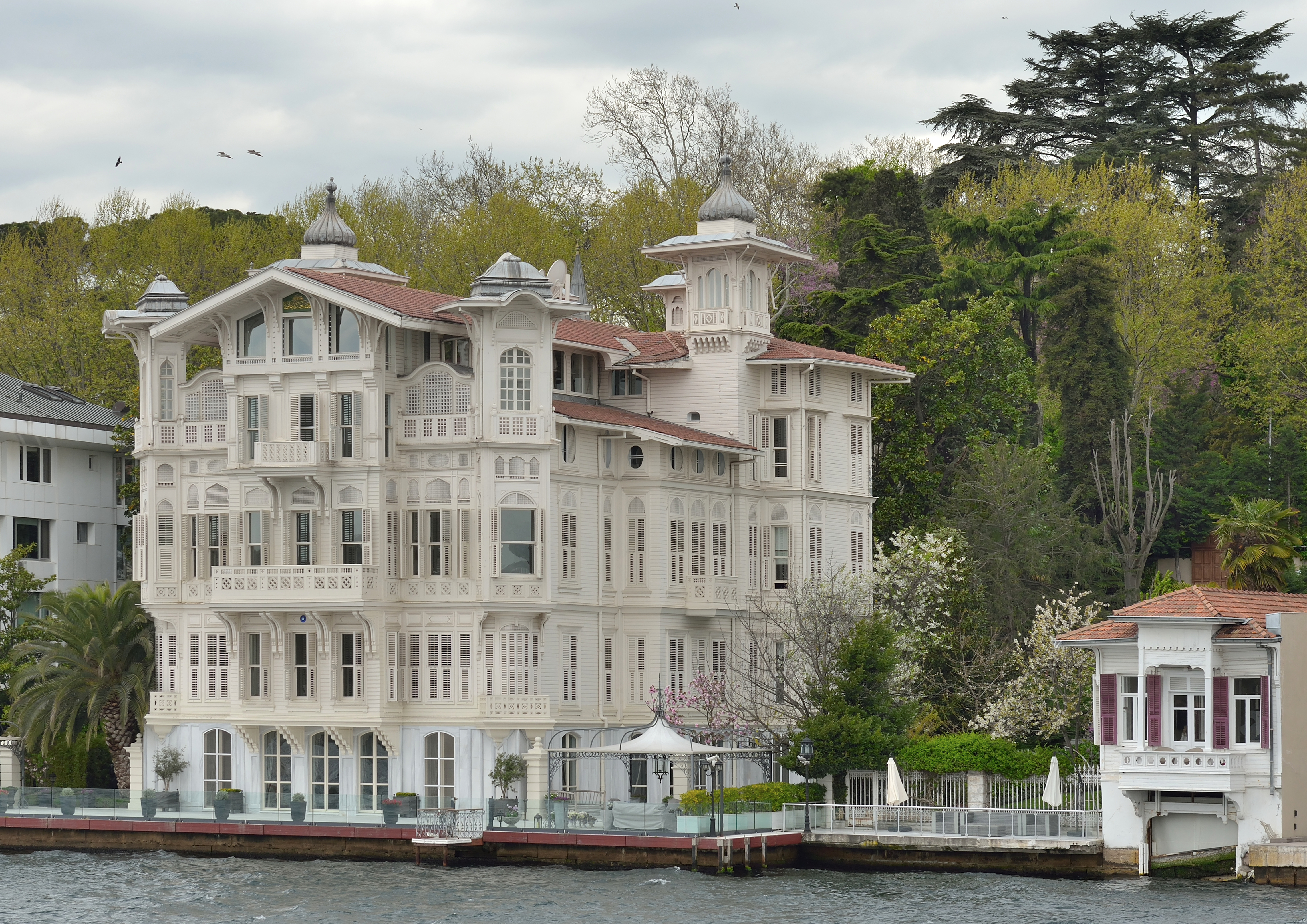
Demeures côtières (yalı) de l'époque ottomane sur la rive du Bosphore.

La fin du XVIIIe siècle voit augmenter l’influence de la puissance russe dans la région et les détroits furent longtemps la clef de l'accès aux « mers chaudes » pour la flotte russe. La Russie conclut avec l’Empire ottoman un traité d’alliance défensive le 23 décembre 1798 permettant aux navires de guerre de mouiller dans les ports de chacun. L'Angleterre participe bientôt à ce traité et obtient le droit de naviguer en mer Noire. Après l’accord de paix entre la France et l’Empire ottoman en 1801, les navires de commerce français obtinrent le même droit.
Le traité des Dardanelles, signé le 5 janvier 1809 entre l’Empire ottoman et l’Angleterre, constitue un tournant dans l’histoire des détroits. Par son article 11, la couronne britannique promettait de respecter le principe connu sous l’appellation d'« ancienne règle de l’Empire ottoman » selon lequel les détroits du Bosphore et des Dardanelles sont fermés aux bâtiments de guerre étrangers, « tant que la Sublime Porte se trouve en paix ». Ainsi, une puissance non riveraine obtint presque le droit de surveiller et de contrôler la clôture des détroits aux navires de guerre.

### La convention internationale des détroits (1841)

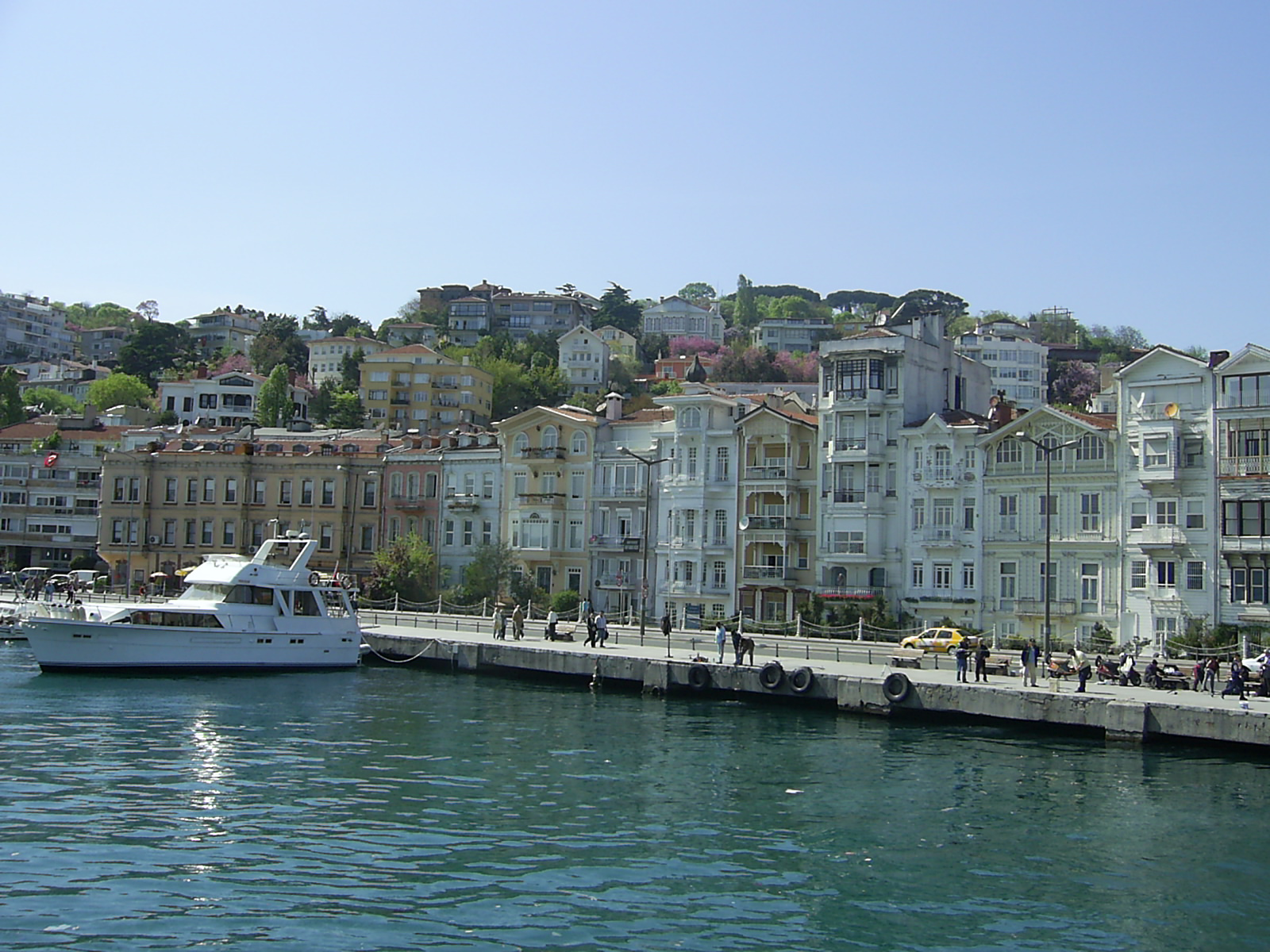
Maisons de style ottoman du XIXe siècle dans le quartier Arnavutköy sur la côte européenne du Bosphore à Istanbul.

Signée à Londres le 13 juillet 1841, la convention internationale des détroits impose que le Sultan accepte de façon formelle et permanente de préserver en temps de paix l’ancienne règle de l’Empire ottoman, c’est-à-dire de défendre aux bâtiments de guerre des puissances étrangères d’entrer dans les détroits. La Russie, la Grande-Bretagne, la France, l’Autriche et la Prusse s’engagent à respecter le principe de clôture des détroits, non seulement vis-à-vis de la Sublime Porte, mais également l’une envers l’autre. Cette convention constitue un échec diplomatique pour la Russie qui se trouve alors enfermée dans la mer Noire et n’est pas à l’abri des flottes ennemies, puisque la clôture des détroits n’était prescrite « qu’en temps de paix » ce qui autorise l’Empire ottoman à ouvrir le passage aux flottes de guerre de ses alliés. Ainsi pendant la guerre de Crimée, le Sultan permit à l’expédition alliée de passer les détroits pour attaquer Sébastopol.
Avec le traité de Paris de 1856 « la convention du 13 juillet 1841, qui maintient l’antique règle de l’Empire ottoman relative à la clôture des détroits du Bosphore et des Dardanelles, a été révisée d’un commun accord » (article X) dans un acte conclu à cet effet et annexé au traité. L’ensemble de la mer Noire fut déclaré neutre ; l’Empire ottoman et la Russie s’engagèrent à démanteler tout arsenal militaire maritime sur le littoral de la mer Noire ce qui évitait l’accès de la Russie à la mer Méditerranée et permettait le retour à la politique britannique c'est-à-dire au principe de fermeture aux navires de guerre de toutes les nations.
Cette règle fut préservée jusqu’à la Première Guerre mondiale, où conformément au « 12e point Wilson », le traité de Sèvres, imposé à la Turquie à l'issue de sa défaite, avait institué la libre circulation pleine et entière dans les détroits, en temps de guerre comme en temps de paix.

### Régime juridique défini en 1936 et trafic actuel

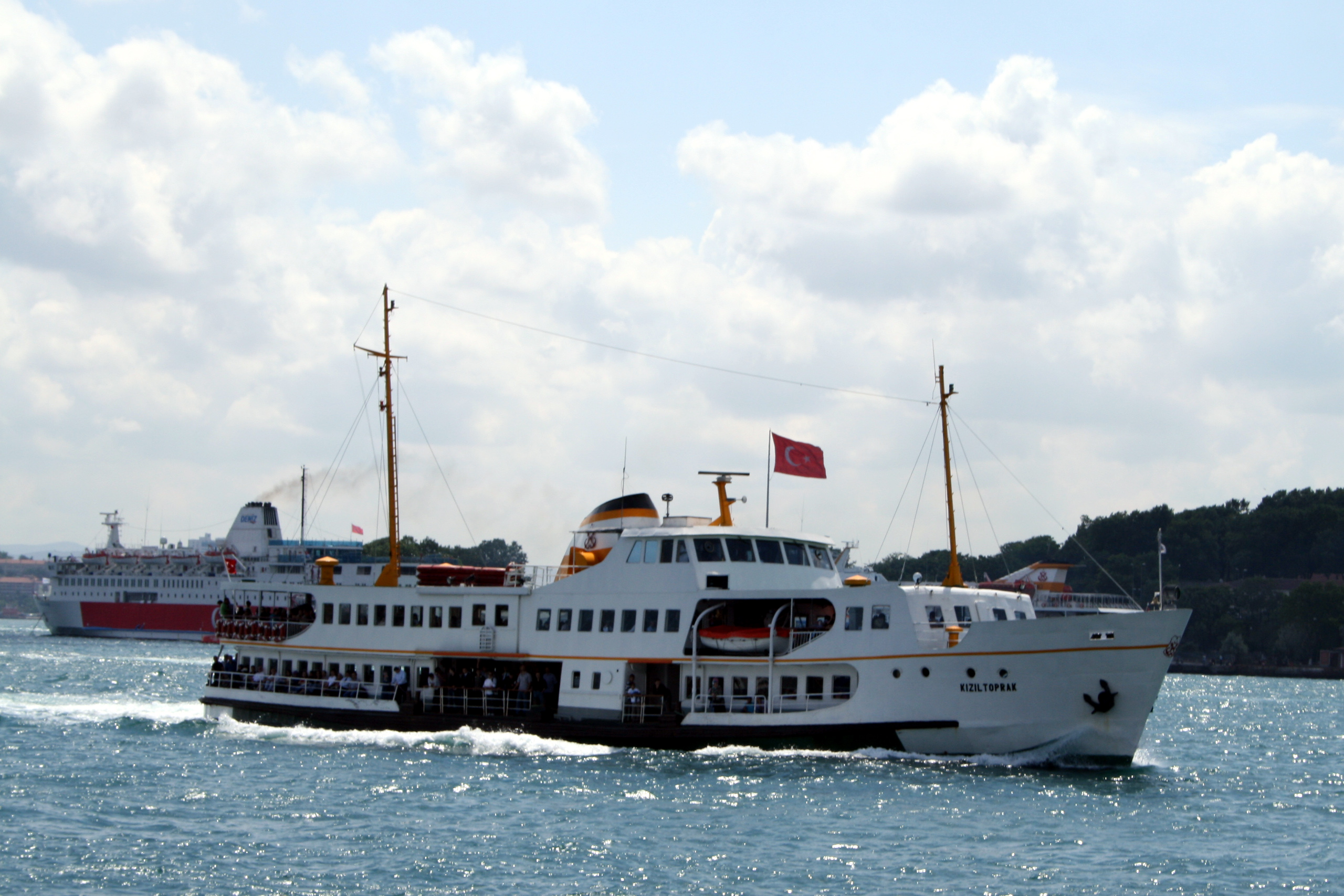
Vapur desservant les deux rives du Bosphore.

Le statut international du détroit est régi par la convention de Montreux du 20 juillet 1936 sur le régime des détroits turcs. Ce traité, dont la France est dépositaire, octroie à la Turquie le contrôle des détroits du Bosphore et des Dardanelles.
Ces détroits sont considérés comme des eaux internationales pour les navires de commerce, et la Turquie n'a pas le droit de restreindre leur usage en temps de paix. Les autorités maritimes turques peuvent inspecter les navires pour des raisons sanitaires ou de sécurité, imposer des droits de passage, mais n'ont pas le droit de leur interdire le franchissement du détroit.
En temps de guerre, la Turquie peut restreindre l'accès au détroit.
Le trafic y est un des plus importants au monde et s'y croisent de nombreux tankers transportant le pétrole de la mer Noire. En 2003, 47 000 navires ont transité dans le détroit, dont plus de 8 000 transportaient une cargaison dangereuse, le plus souvent du GNL ou du pétrole. Le trafic a atteint quelque 53 000 navires en 2004.
Chaque matin, environ un million d'habitants de la rive anatolienne, soit près du quart de sa population, empruntent quelque cent cinquante navires, publics ou privés, pour aller travailler dans l'Istanbul européenne.
Le 26 février 2022, à la suite de l'invasion russe de l'Ukraine, la Turquie interdit le passage de navires militaires de la Marine russe dans le Bosphore et dans les Dardanelles. Le président ukrainien Volodymyr Zelensky salue cette décision et remercie Recep Erdoğan pour son soutien face à l'intervention russe.

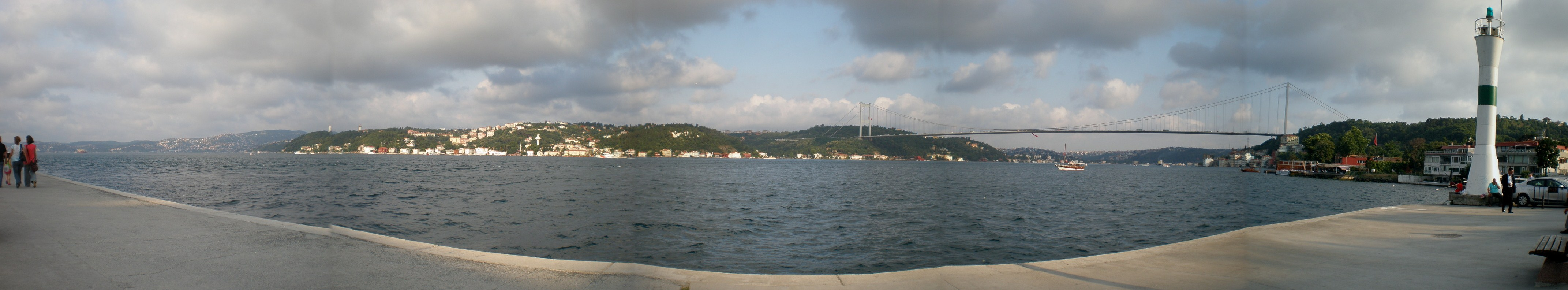
Pont Fatih Sultan Mehmet (1988) sur le Bosphore

## Hydrologie

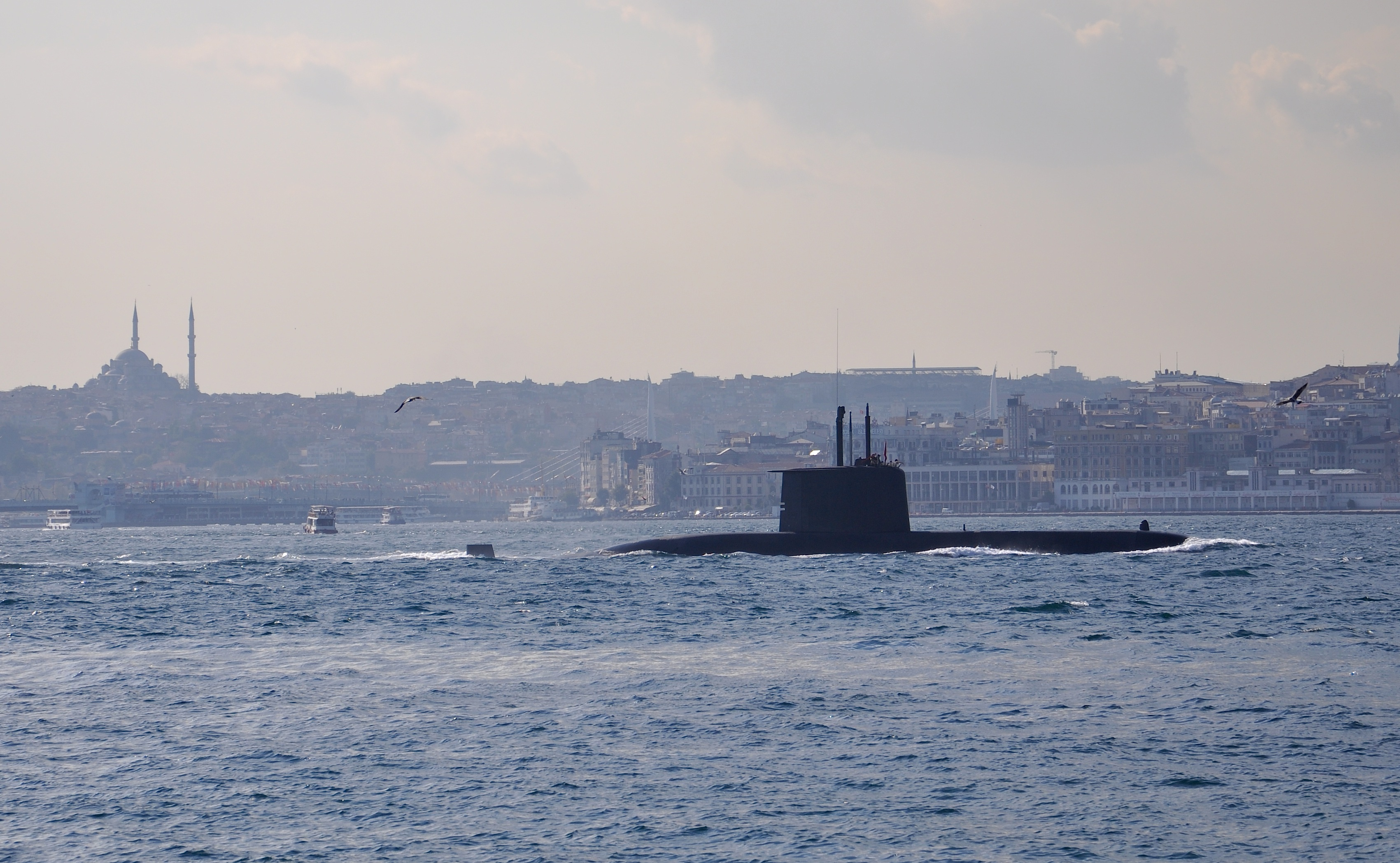
Sous-marin traversant le Bosphore à Istanbul.

L'eau de surface de la mer Noire étant plus légère et moins salée qu'en mer de Marmara et en Méditerranée, à cause notamment du déversement d'eau douce de nombreux fleuves, le niveau de la mer Noire est surélevé d'environ 30 cm par rapport à celui en mer de Marmara. Il existe ainsi un courant gravitaire en surface pouvant atteindre le mètre par seconde, par lequel la mer Noire se déverse vers le sud. Ce courant rendait difficile la navigation à voile en direction de la mer Noire. La force du courant, mû par la pression barotrope, est modulée par la météo, à cause des variations de pression au sol ; {\displaystyle \Delta h} et la vitesse du courant varient ainsi de 50 % à quelques jours d'intervalles.
En profondeur en revanche, c'est de l'eau méditerranéenne intermédiaire qui entre en mer Noire pour en remplir le fond, produisant un courant fort de sens contraire d'intensité similaire avec une halocline extrêmement marquée. La différence de masse volumique potentielle entre le fond et la surface atteint ainsi 17 kg m−3 et la différence de salinité 19 PSU.
Les courants en surface et en profondeur sont toujours dans le même sens. Néanmoins dans la mesure où le courant va dans les deux sens à tout moment, on ne peut pas parler de fleuve dans le cas du Bosphore.

## Franchissement

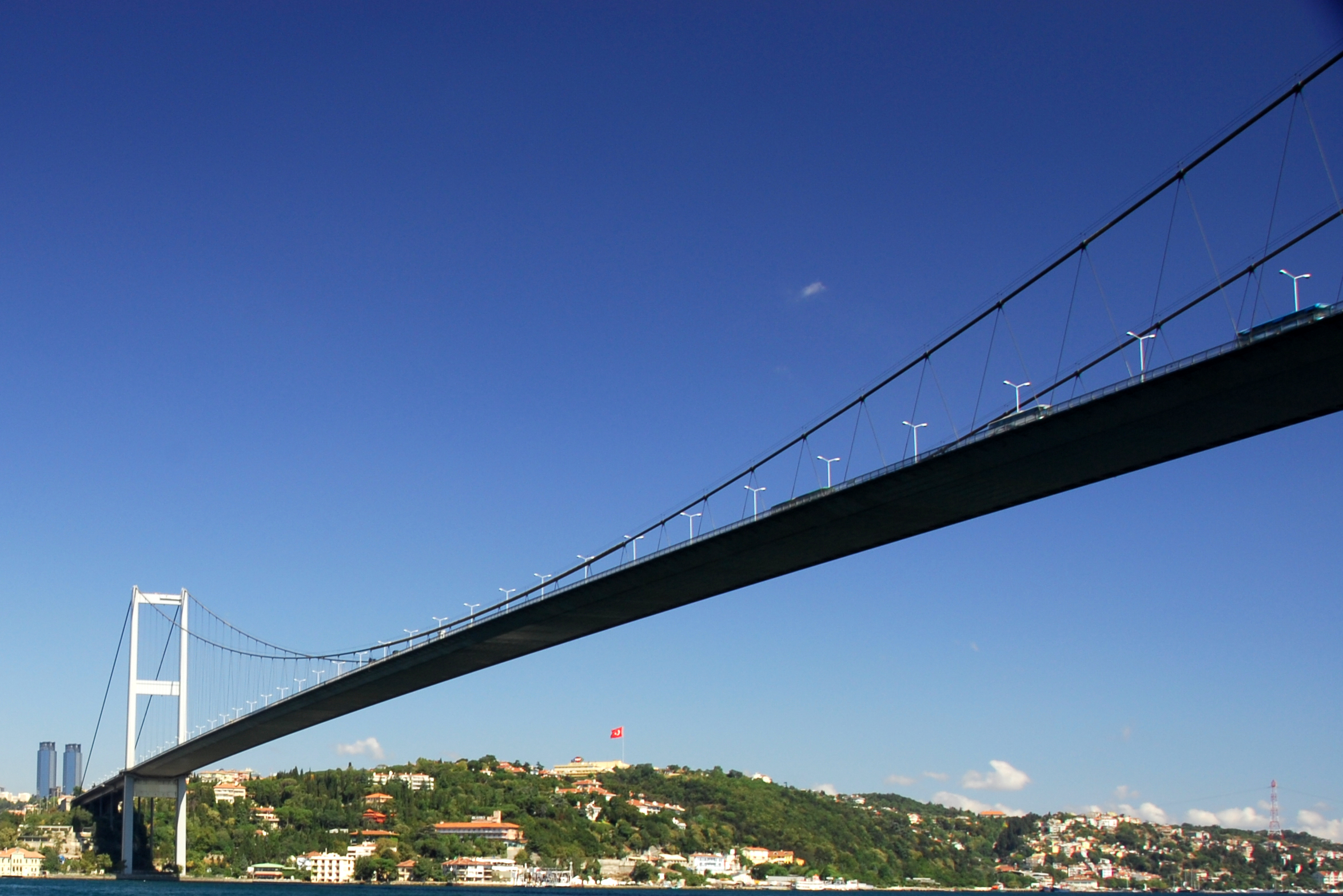
Pont des Martyrs du 15-Juillet à Istanbul.

### Maritime

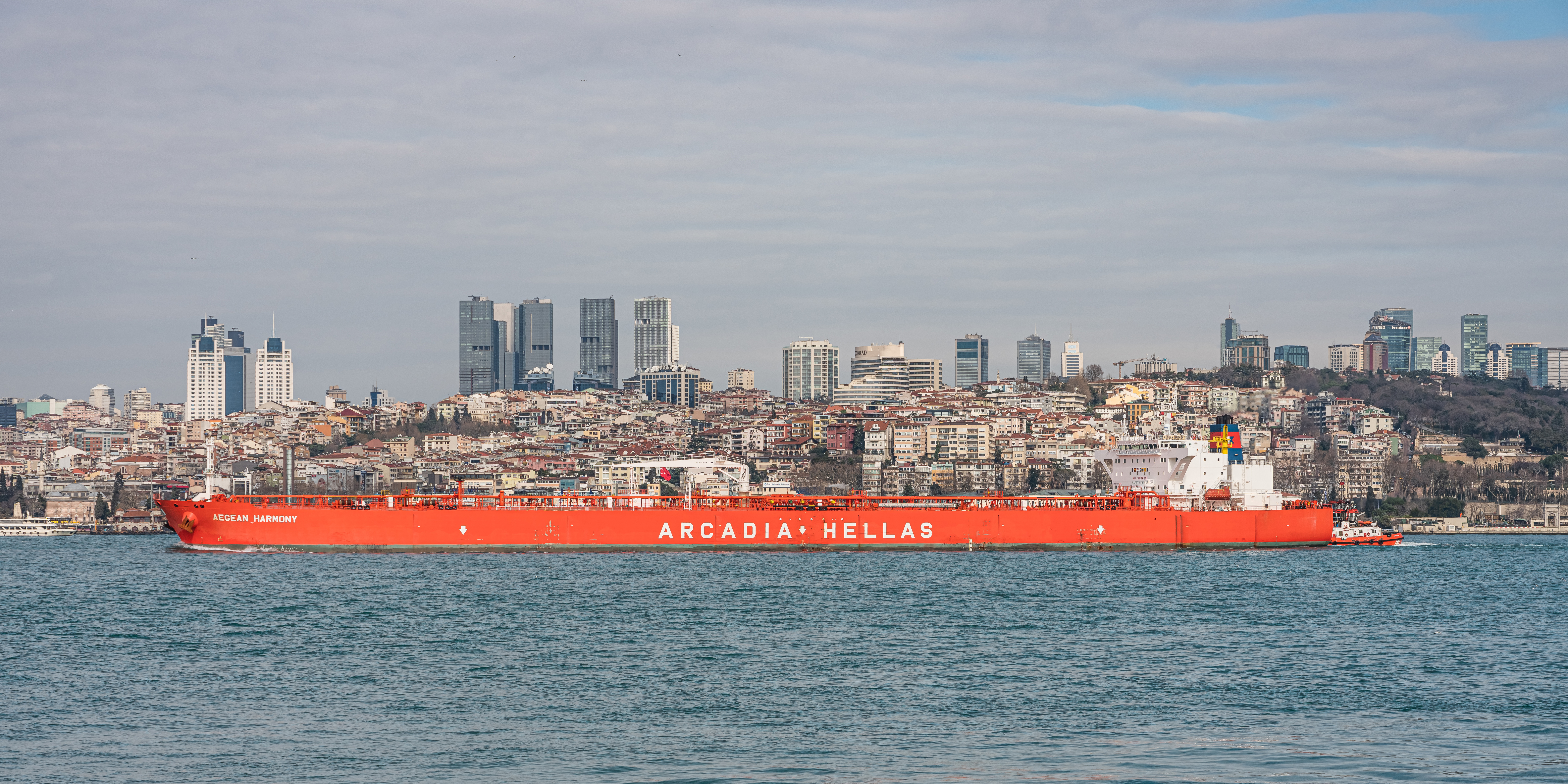
Le pétrolier « Aegean Harmony » (IMO 9338917) au passage de Beşiktaş dans le Bosphore en 2020.

Le trafic maritime dans le Bosphore comprend à la fois un nombre important de ferries entre les deux rives et de navires de plaisance, mais aussi de nombreux tankers, cargos et navires de guerre l'empruntant comme une voie maritime internationale.
Entre sa limite nord de Rumeli Feneri à Andolu Feneri, et sa limite sud de Ahirkapi Feneri à Kadiköy incinurnu Feneri, de nombreux obstacles sont dangereux pour les navires de commerce international, requérant des virages serrés et un visuel des obstacles. Le passage entre Kandili Point et Aşiyan est notamment connu pour nécessiter un virage à 45 degrés à un endroit où le courant peut atteindre sept à huit nœuds (3,6 à 4,1 m/s). Dans la partie sud, à Yeniköy, un autre virage à 80 degrés est nécessaire. La circulation est rendue encore plus dangereuse par l'obstruction visuelle du trafic venant en sens inverse et par le trafic des ferries.
Pour ces raisons, la circulation est interdite la nuit pour les tankers. Cependant, de par son internationalisation, la présence d'un pilote à bord ne peut être exigée et plusieurs graves accidents s'y sont produits, notamment trois graves collisions entre deux pétroliers suivies d'incendies, dont celle du 13 mars 1994 qui causa la mort de 25 marins. Le 15 juillet 2005, un autre navire cargo panaméen transportant de la ferraille coula dans les eaux du détroit.
Le détroit constituant ainsi un goulet d'étranglement, certains supertankers peuvent attendre plusieurs semaines avant de pouvoir le franchir : le projet du canal d'Istanbul a pour objectif de désengorger ce détroit, mais il est encore débattu.

### Ponts
Trois ponts suspendus routiers ou mixtes (route/voie ferrée) franchissent le détroit :
- Le pont des Martyrs du 15-Juillet (15 temmuz Şehitler Köprüsü) construit en 1973 ;
- Le pont Fatih Sultan Mehmet construit en 1988 ;
- Le troisième pont Yavuz Sultan Selim a été inauguré le 26 août 2016. Il est situé à l'extrémité nord du Bosphore (à 4 km environ de son débouché sur la mer Noire.

### Tunnels
- Un tunnel ferroviaire de 13,7 km de long, le Marmaray destiné à une ligne de train urbain a été inauguré le 29 octobre 2013 ; environ 1 400 m du tunnel passent sous le détroit, à une profondeur d'environ 55 m[14].
- Un tunnel autoroutier, le Tunnel Eurasia (Avrasya Tüneli) de 5,4 km relie les deux rives entre Kazliçeşme et Göztepe. La construction a débuté le 26 février 2011 et il a été inauguré le 20 décembre 2016[15].
- L'aqueduc du Bosphore est un aqueduc passant dans un tunnel de 5,5 km de long construit en 2012 et permettant d'acheminer l'eau entre la province de Düzce à l'est du détroit vers la rive européenne d'Istanbul, sur une distance de 185 km[16].
- Plusieurs fibres optiques sous-marines reliant Istanbul sont présentes dans le détroit, notamment MedNautilus[17].

### Traversée à nage
Pakize Tarzi, première gynécologue de son pays, est la première femme ayant traversé le Bosphore à la nage.